# Pachacamac
En la mitologia inca, Pachacamac o Pacha Kamaq (en quítxua, Pacha: Terra i Kamaq: Creador); "creador de la terra" era un déu, reedició de Wiracocha, el qual era venerat a la costa central de l'Imperi Inca. Considerat "el creador" en les cultures Lima, Chancay, Ichma, Huari i Chincha.

## Etimologia
El nom del déu Pachacamac es descompon del quítxua: Pacha (món, univers, temps-espai) i de Kamaq (creador, faedor o donar vida/ànim a totes les coses).
El nom Pachacamac es pot interpretar de múltiples formes. Entre les més freqüents interpretacions, estan: creador del món/univers o el sustentador del món/univers.

## Concepte
Algunes fonts consideraven a Pachacamac com un déu que, similar al déu Wiracocha, era invisible i/o que ningú l'havia vist. Aquesta descripció, per a alguns erudits, pertany més a un concepte abstracte que a un déu en si.
Entre les avantdites fonts, es troba l'atorgada pel cèlebre cronista Garcilaso de la Vega. En la seva obra Comentaris Reals, Garcilaso descriu a Pachacámac amb el següent:
| «                                             | Van tenir el Pachacamac en més veneració interior que el Sol, que, com he dit, no gosaven prendre el seu nom a la boca, i al Sol el nomenen a cada pas. Preguntat qui era el Pachacamac, deien que era qui donava vida a l'univers i el sustentava, però que no el coneixien perquè no l'havien vist, i que per això no li feien temples ni li oferien sacrificis, sinó que l'adoraven al cor (això és mentalment) i el tenien per Déu no conegut. | » |
| — Comentarios Reales de los Incas, Capítol II | |   |

No obstant això, aquesta descripció que ofereix Garcilaso sembla al·ludir més a com la noblesa percebia la figura de Pachacamac que la població del Tahuantinsuyo en general.
Així mateix, el cronista esmenta que els inques, igual que altres cultures, van arribar a qüestionar la supremacia del seu déu principal; en aquest cas, el Sol.
En la mateixa font, s'esmenta que l'Inca Tupac Yupanqui, qüestionant l'hegemonia de l'astre rei, hauria dit el següent:
| «                                            | Molts diuen que el Sol viu i que és el faedor de totes les coses; convé que qui fa alguna cosa assisteixi a la cosa que fa, però moltes coses es fan estant el Sol absent; després, no és el faedor de totes les coses; i que no viu s'agafa que donant sempre voltes no es cansa: si fos cosa viva es cansés com nosaltres, o si fos lliure arribés a visitar altres parts del cel, on mai no arriba mai. És com un cap (flama) lligat, que sempre fa un mateix setge; o és com la saeta que va on l'envien i no on voldria. | » |
| — Comentaris Reals dels Inques, Capítol VIII | |   |

Seguint amb la font, l'Inca Huayna Capac també va expressar aquesta dubitació cap a l'hegemonia del culte solar. Mentre Huayna Capac enraonava amb un sacerdot, l'Inca li va dir:
| «                                          | Vull fer-te dues preguntes per respondre al que m'has dit. Jo sóc el vostre Rei i senyor universal, n'hi hauria algun de vosaltres tan agosarat que pel seu gust m'enviés aixecar del meu seient i fer un llarg camí? Va respondre el sacerdot: «Qui hauria tan desencadenat com això?» Replicà l'Inca: «I hi hauria algun curaca dels meus vassalls, per més ric i poderós que fos, que no m'obeís si jo li manés anar per la posta d'aquí a Chili?» Va dir el sacerdot: «No, Inca, no n'hi hauria cap que no ho obeís fins a la mort tot el que li manessis.» L'Inca va dir llavors: «Doncs jo et dic que aquest Nostre Pare el Sol deu tenir un altre senyor més gran i més poderós que ell. El qual li mana fer aquest camí que cada dia fa sense parar, perquè si ell fos el Suprem Senyor, una vegada que una altra deixés de caminar, i descansés pel seu gust, encara que no en tingués cap necessitat.» | » |
| — Comentaris reials dels Inques, Capítol X | |   |

## Ressenya històrica
En aquest nou relat sobre l'origen de l'Imperi Inca, s'explica que Manco Cápac està amb els seus tres germans, tots ells fills del Sol: Pachacámac, una divinitat ancestral que va ser incorporada posteriorment al culte oficial inca, i que era adorat des de temps antics per els pobles de la costa; Viracocha, i un altre déu sense nom.
El primer d'aquests germans és, precisament, Pachacamac, qui en sortir al nostre món va pujar al cim més alt, per llançar les quatre pedres als quatre punts cardinals, prenent, doncs, possessió de tot el que abastava la seva vista i van aconseguir les seves pedres. Després d'ell va sorgir un altre germà, que també va ascendir al cim per ordre del menor, de l'astut i ambiciós Manco Cápac, que va aprofitar la seva confiança per llançar-se al buit i prendre el poder, després d'haver tancat a Pachacamac anteriorment en una cova i haver vist com el tercer, el bon Viracocha, preferia deixar-lo sol, abandonant als seus terribles germans i avorrint els seus manejos per assolir egoistament el poder.
Però hi ha altres relats en els quals, precisament, és l'antic déu Pacha Kamaq qui fa de protagonista en la cura als humans.
Si grandiosa va ser l'aparició del primer Inca i la primera Coya, grandiós ser també el seu culte. A ells se'ls adorava en la multitud de temples solars de tots els racons de l'imperi inca, en un lloc del santoral molt proper al gran déu Sol o Inti. De tots els emplaçaments religiosos dedicats a aquest gran déu inca, ja es tractés de temples, oratoris, piràmides, o llocs sagrats naturals, el que els encapçalava, per rang i per la seva grandesa, era el gran santuari d'Inti-Huasi del Cusco, ric temple anomenat també Coricancha, o sala d'or, ja que les seves parets estaven recobertes de làmines d'aquest metall, per a major glòria de l'Inca i els déus dels quals ell venia.
La imatge central del Coricancha era el gran disc solar, la imatge ortodoxa i ritual del déu del Sol, i al seu voltant hi havia les altres capelles de les divinitats menors del cel.
Cal assenyalar que la cultura chincha tenia a Chincha CAMAC al seu Ésser Suprem, ja que, adoraven al déu Pachacamac (més per por que per respecte o amor), i a ell li dedicaven temples i huaques com una acció d'agraïment per la seva tasca creadora i li dedicaven ofrenes fetes per elles o seleccionades d'entre els seus fruits, per ser el salvador dels seus avantpassats als quals va alliberar de la fam inicial, també estaven segurs que aquest poderós i temible déu, per la seva especial personalitat, no podia ser aquell a qui ells acudissin a la recerca de solucions a les seves penes i pesars.
En el gran temple de Pachacamac, prop de Lima, es va erigir un santuari per a l'adoració del déu sense pell ni ossos, com era descrit Pachacamac pels seus fidels, els inques -després assimilar aquest déu i el seu culte al del Sol- van realitzar obres d'embelliment, fins a fer-gairebé tan bell com Coricancha, cobrint també d'or i plata la capella central, la del déu Pachacámac, a la manera del que s'ha fet amb la totalitat del gran temple solar del Cusco.

## Història del Santuari
Pachacamac va ser el principal santuari de la costa central durant més de mil anys i els seus temples eren visitats per multituds de pelegrins en ocasió dels grans rituals andins, perquè Pachacamac era un encertat oracle capaç de predir el futur i controlar els moviments de la terra. Al santuari de Pachacamac acudien també habitants de tots els Andes a la recerca de solucions als seus problemes o respostes als seus dubtes.
La paraula Pachacamac significa "ànima de la terra, el que anima el món". Els antics peruans creien que un sol moviment del seu cap ocasionaria terratrèmols. No se li podia mirar directament als ulls, i fins i tot els seus sacerdots ingressaven al recinte d'esquena. El culte a Pachacamac era el centre de tota religió de la costa.
El santuari està situat a la vall de Lurín, Districte de Pachacamac, el qual constitueix el marc territorial del seu emplaçament i en els marges es van assentar, des de fa tres mil anys, una sèrie de pobles aprofitant les seves aigües. Les primeres ocupacions daten del període Arcaic (5000 aC); després, en el període Formatiu (1800 aC - 200 aC) destaquen Mina Perduda, Cardal i Manchay; al Formatiu Tardà (200 aC - 200 dC) es distingeixen diversos estils locals com ara Tablada de Lurín i Vila El Salvador.
A partir de les dades arqueològiques proporcionades per les investigacions, sabem que l'ocupació del Santuari Arqueològic de Pachacamac es va iniciar al Formatiu Tardà, ja que en les pampes situades enfront de la zona monumental es troba un cementiri corresponent a pobladors que probablement vivien dedicats a la pesca, l'agricultura i a l'explotació dels turons. La seva ceràmica, anomenada estil El Panell, inclou ampolles escultòriques en forma d'aus i felins. Aquests antics pobladors van destacar també en la confecció d'artefactes de coure.
En el període dels Desenvolupaments Regionals (200-600 dC) es va desenvolupar la cultura Lima que es distribueix a la costa central a les valls contigües de Chancay, Chillón, Rímac i Lurín. La construcció del santuari es va iniciar en aquest període, sent Pachacamac el centre més important de la vall de Lurín. En aquest llavors es van construir tant el Temple Vell, una imponent mola feta amb adobits formant panells amb tècnica de "llibreter", com el Conjunt d'Adobs Lima "Adobitos".
Des del 600 al 1100 dC es concentren evidències de l'imperi Wari a Pachacamac. L'apogeu de l'oracle de Pachacamac va tenir lloc precisament durant el període Horitzó Mitjà - Wari, en transformar-se en un centre religiós que atreia gran quantitat de pelegrins aconseguint un primera esplendor panandina. D'aquesta època data un extens cementiri, excavat per Max Uhle en 1896, que es troba al peu i per sota del Temple de Pachacamac, així com una sèrie d'ofrenes de ceràmica trobades a la zona.
Cap a 1100 dC, els Ychma van establir el seu centre de poder a Pachacamac, amb una sèrie d'assentaments habitacionals i administratius que inclouen piràmides amb rampa a la vall de Lurín. En 1470 els Inques s'havien establert a Pachacamac una important capital provincial on destacaven edificacions com el Temple del Sol i l'Acllawasi, entre d'altres. A la importància religiosa de Pachacamac es va sumar el seu funcionament com un dels principals centres administratius de la costa durant aquest període.
A l'arribada dels espanyols, en 1533, Pachacamac era el santuari més important de la costa, tal com ho asseguren els relats dels cronistes. L'abandonament del santuari de Pachacamac data de l'època de la Colònia. Amb el pas del temps, destacats investigadors com Max Uhle, Julio C. Tello, Arturo Jiménez Borja, entre d'altres, han aportat importants investigacions per entendre el santuari.
Actualment, el Ministeri de Cultura, continua desenvolupant una sèrie de treballs d'investigació i conservació per contribuir al coneixement i difusió de tan important patrimoni arqueològic.